# كاظم أباد (بزنجان)
كاظم أباد (بالفارسية: کاظم‌آباد) هي قرية تقع في إيران في قسم بزنجان الريفي. يقدر عدد سكانها بـ 27 نسمة .